# Kanton Langeac
Langeac is een voormalig kanton van het Franse departement Haute-Loire. Het kanton maakte deel uit van het arrondissement Brioude. Het werd opgeheven door het decreet van 17 februari 2014, met uitwerking op 22 maart 2015.

## Gemeenten
Het kanton Langeac omvatte de volgende gemeenten:
- Chanteuges
- Charraix
- Langeac (hoofdplaats)
- Mazeyrat-d'Allier
- Pébrac
- Prades
- Saint-Arcons-d'Allier
- Saint-Bérain
- Saint-Julien-des-Chazes
- Siaugues-Sainte-Marie
- Vissac-Auteyrac